# Çäkçäk

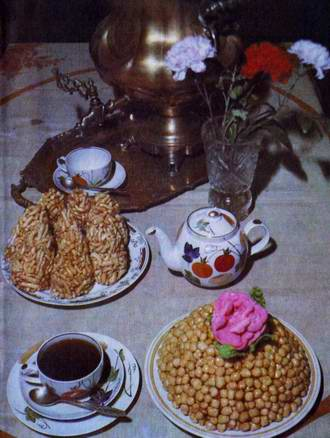
Tschäk-Tschäk

Tschäk-Tschäk (russisch Чак-чак, tatarisch чәк-чәк, baschkirisch сәк-сәк) ist eine Süßspeise, die in den Küchen verschiedener Turkvölker, besonders der tatarischen und baschkirischen Küche, verbreitet ist. Tschäk-Tschäk wird aus einem weichen Teig aus Weizenmehl und rohen Eiern hergestellt, die zu kurzen, dünnen Stäbchen geformt werden. Diese werden frittiert und danach mit einer heißen Masse auf der Basis von Honig begossen. Serviert wird Tschäk-Tschäk als Dessert zusammen mit Kaffee oder Tee oder allgemein als Tee-Beilage.
Bekannt ist Tschäk-Tschäk auch in anderen Teilen Russlands, weiteren Staaten der GUS und des Baltikums. Es ist in osteuropäischen Spezialitätenmärkten auch in Deutschland erhältlich.